# عاطف عبد العزيز
عاطف عبد العزيز (1956-) شاعر مصري، يلقب بـ(مهندس قصيدة النثر). وهو عضو اتحاد الكتاب المصريين وأتيليه القاهرة. صدرت له 11 ديوان شعري، وترجمت قصائده إلى اللغات الإنجليزية والفرنسية، والفارسية والكردية. تأثر عاطف في بداياته بالشاعرين صلاح عبدالصبور وأحمد عبدالمعطي حجازي، وسرعان ما رسم له خط مغاير.

## الإصدارات
- ذاكرة الظل 1993.
- حيطان بيضاء 1996.
- كائنات تتهيأ للنوم 2001.
- مخيال الأمكنة 2005.
- سياسة النسيان 2007.
- الفجوة في شكلها الأخير 2008.
- برهان على لاشيء 2016.
- شيء من الغبار 2019.[4]
- غياب حر 2024.[5]